# Cerkiew cmentarna Świętych Cyryla i Metodego w Białowieży
Cerkiew pod wezwaniem Świętych Cyryla i Metodego – prawosławna cerkiew cmentarna w Białowieży. Należy do parafii św. Mikołaja w Białowieży, w dekanacie Hajnówka diecezji warszawsko-bielskiej Polskiego Autokefalicznego Kościoła Prawosławnego.

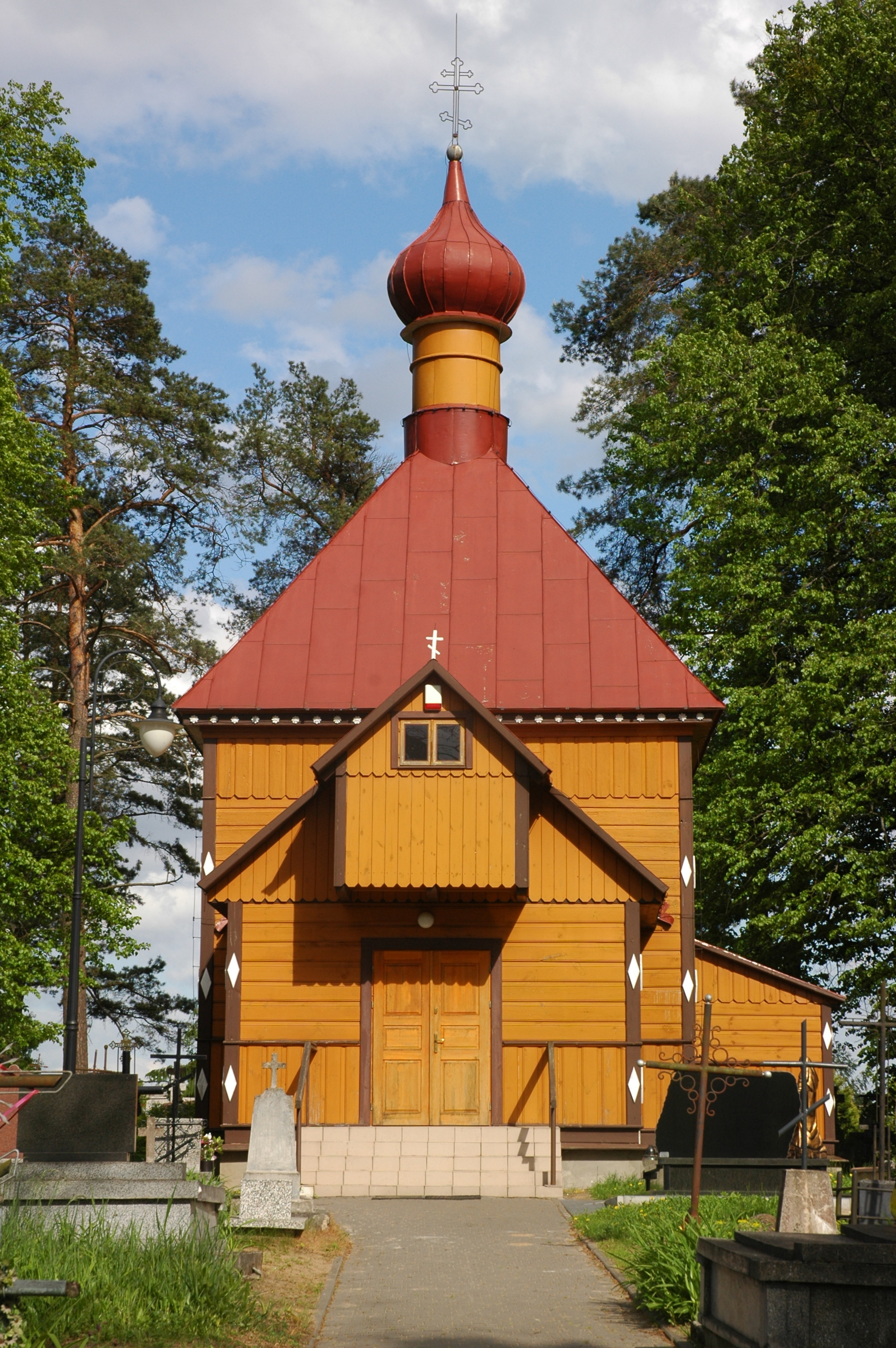
Cerkiew od frontu

Wzniesiona w 1873 na planie prostokąta. Drewniana, o konstrukcji zrębowej, orientowana, oszalowana. Od frontu kruchta. Prezbiterium mniejsze od nawy, zamknięte trójbocznie, z zakrystią od strony południowej. Dachy cerkwi blaszane. Nad nawą czterospadowy dach namiotowy, zwieńczony metalową wieżyczką z baniastym hełmem.
Cerkiew wpisano do rejestru zabytków 19 października 1977 pod nr A–551.
Na cmentarzu parafialnym istniejącym od XVIII wieku pochowani są m.in.:
- Mikołaj Abramow – kapitan, ojciec pisarza Igora Newerlego
- Józef Bułak-Bałachowicz – białoruski wojskowy, generał
- Jerzy Gniewszew – nauczyciel akademicki, komandor Marynarki Wojennej
- Janusz Bogdan Faliński – geobotanik, kierownik Białowieskiej Stacji Geobotanicznej UW
- Janusz Korbel – doktor inżynier architekt, działacz ekologiczny, dziennikarz, fotograf
- Michał Polech – generał brygady, pilot
- Zdzisław Pucek – zoolog, wieloletni dyrektor Zakładu Badania Ssaków PAN w Białowieży
- ks. mitrat Klaudiusz Puszkarski – wieloletni proboszcz parafii prawosławnej w Białowieży